# Equazione di Hammett
L'equazione di Hammett, dal nome del fisico chimico statunitense Louis Plack Hammett, mette in relazione l'effetto elettronico di gruppi funzionali presenti su una molecola e la reattività della molecola. Consente di stimare gli effetti sulla reattività di una molecola della presenza di sostituenti capaci di modificarne la distribuzione elettronica per effetto induttivo e per risonanza.
Ad esempio, un sostituente elettronattrattore promuove la dissociazione (la "forza") di un acido stabilizzandone l'anione, mentre un sostituente elettrondonatore ha un effetto opposto e rende l'acido meno forte; l'equazione di Hammett consente di stimare quantitativamente l'effetto che il sostituente avrà sulla forza dell'acido.
L'equazione di Hammett è scritta in questa forma:
{\displaystyle \log \left({\frac {K}{K_{0}}}\right)=\sigma \rho }
- K: è la costante di equilibrio della reazione con un sostituente generico;
- K0: è la costante di equilibrio della reazione che ha come sostituente l'idrogeno;
- ρ: indica la suscettibilità di una reazione agli effetti elettronici: dipende dal tipo di reazione, ma non dal sostituente;
- σ ("sigma di Hammett"): misura gli effetti elettronici di un gruppo sostituente; è positivo per un sostituente elettronattrattore, negativo per un sostituente elettrondonatore.

L'equazione può essere scritta anche nel seguente modo:
{\displaystyle \log \left({\frac {k}{k_{0}}}\right)=\sigma \rho }
Dove k è la Costante cinetica.

## Il parametro σ
La "sigma di Hammett" è un parametro che quantifica l'influenza che l'introduzione di un sostituente ha sulla reattività di una molecola rispetto alla struttura base.
Dà quindi una stima dell'influenza che il sostituente ha sulla distribuzione elettronica del centro reattivo della molecola, dovuto sia all'effetto induttivo sia all'effetto di risonanza esercitato dal sostituente.
Il modello utilizzato da Hammett è basato sulle sostituzioni introdotte in anelli aromatici funzionalizzati in maniera differente ( ad es. gli acidi benzoici e gli acidi fenilacetici sostituiti) ma che presentino gli stessi sostituenti sull'anello.
Hammett notò una proporzionalità lineare tra il logaritmo delle costanti di dissociazione di acidi fenilacetici sostituiti con il logaritmo delle costanti di dissociazione di acidi benzoici sostituiti, che si può scrivere come:
log K' = ρ log K + C
con C costante e ρ che misura la differenza di comportamento delle due serie di molecole.
Questo è un esempio di LFER (linear free energy relationship) poiché le due costanti di dissociazione K e K' sono funzioni della variazione di energia libera associata alla reazione.
logK = -0,043 ΔG/RT
Prendendo come riferimento i composti non sostituiti, se si vuole valutare la differenza nella acidità rispetto ai composti sostituiti bisogna semplicemente sottrarre le rispettive equazioni dalla relazione sopra:
log K'χ (riferito all'acido fenilacetico sostituito)
log K' (riferito all'acido fenilacetico non sostituito)
log Kχ (riferito all'acido benzoico sostituito)
log K  (riferito all'acido benzoico non sostituito)
possiamo scrivere che:
log K'χ - log K' = ρ (log Kχ - log K)      (le due costanti C si elidono)
da cui per le proprietà dei logaritmi si ha che
log (K'χ/K') = ρ · log (Kχ/K)
Il primo termine misura la differenza nella acidità dell'acido fenilacetico sostituito rispetto a quello non sostituito; il secondo membro misura la stessa grandezza riferita all'acido benzoico.
Al rapporto al secondo termine si dà il nome di σ di Hammett:
σ = log (Kχ/K)
che misura di fatto l'influenza che l'introduzione del sostituente ha sulla distribuzione elettronica sul centro reattivo e dunque sull'acidità.
L'equazione di Hammett ha dunque forma canonica:
log (K'χ/K') = ρ σ
In questo caso ρ misura la suscettibilità della reazione alla introduzione di un sostituente; essa assume per convenzione il valore ρ = 1 nella reazione di dissociazione dell'acido benzoico:
se σ > 0 il sostituente è elettron-attrattore e dunque l'acidità aumenterà;
se σ < 0 il sostituente è elettron-donatore e dunque l'acidità diminuirà
Il dato fondamentale è che, sebbene sia stato calcolato in un modello che prendeva a riferimento la reazione di dissociazione degli acidi fenilacetico e benzoico, il valore di σ non dipende dal tipo di reazione e perciò può essere utilizzato per valutare l'influenza che l'introduzione di un sostituente ha su qualsiasi tipo di reazione dopo che abbia modificato la distribuzione elettronica sul centro reattivo.

## Il parametro ρ
Note le costanti σ dei sostituenti, è possibile determinare le costanti di reazione ρ per molte classi di reazioni chimiche organiche. La reazione di riferimento è l'idrolisi alcalina del benzoato di etile (R=R'=H) in una miscela di acqua e etanolo a 30 °C.
La misura delle velocità di reazione dell'idrolisi di numerosi benzoati di etile sostituiti porta a ricavare una costante di reazione pari a +2.498.
Costanti di reazione ρ sono note per molte altre reazioni, tra cui alcune ricavate dallo stesso Hammett:
- l'idrolisi degli esteri degli acidi cinnamici sostituiti in etanolo e acqua (+1.267)
- la ionizzazione dei fenoli sostituiti in acqua (+2.008)
- l'esterificazione catalizzata da acidi di acidi benzoici sostituiti in etanolo (-0.085)
- la bromurazione catalitica degli acetofenoni sostituiti in acido acetico, acqua e acido cloridrico (+0.417)
- l'idrolisi dei cloruri di benzile sostituiti in acqua e acetone a 69,8 °C (-1.875).

La costante di reazione ρ descrive la suscettività della reazione ai sostituenti, confrontata con quella della ionizzazione dell'acido benzoico. Il suo valore dà informazioni sul meccanismo della reazione, in quanto si osserva che:
- ρ>1, la reazione risente dell'effetto dei sostituenti più della dissociazione dell'acido benzoico e durante la reazione si produce una carica elettrica negativa (o viene persa una carica positiva).
- 0<ρ<1, la reazione risente dell'effetto dei sostituenti meno della dissociazione dell'acido benzoico e durante la reazione si produce una carica elettrica negativa (o viene persa una carica positiva).
- ρ=0, i sostituenti non hanno effetto sulla reazione, non viene prodotta nessuna carica elettrica.
- ρ<0, durante la reazione si produce una carica elettrica positiva (o viene persa una carica negativa).